# Portrait d'une femme et d'un homme à la fenêtre
Le Portrait d'une femme et d'un homme à la fenêtre est une peinture a tempera sur panneau de bois de 64,1 × 41,9 cm réalisée par le peintre italien de la Renaissance Fra Filippo Lippi. Réalisée entre 1435 et 1436, l'œuvre est conservée au Metropolitan Museum of Art de New York depuis le legs de la collection Marquand, en 1889.

## Histoire
L'œuvre, d'origine incertaine, a été achetée en 1829 par un collectionneur anglais à Florence. Aujourd'hui unanimement attribuée à Lippi, l'analyse du style montre qu'elle doit remonter aux années de son séjour à Padoue (1435-1436).
Le blason sur le rebord de la fenêtre est celui de la famille florentine des Scolari, l'œuvre aurait donc pu être destinée, à l'occasion de fiançailles, d'un mariage ou en souvenir d'une mariée décédée. Il est généralement lié au mariage de Lorenzo di Ranieri Scolari avec Angiola di Bernardo Sapiti, en 1436.

## Descriptif et style
L'œuvre, si la datation est correcte, est le premier exemple en Italie d'un portrait féminin, avec le Portrait d'une princesse d'Este de Pisanello (conservé au musée du Louvre), datable d'environ 1435-1449, mais il s'agit quoi qu'il en soit du plus ancien double portrait jamais connu. De plus, c'est le premier tableau en Europe où le portrait est inséré dans un fond architectural et avec un paysage, inspiré des exemples des Primitifs flamands, dont Lippi s'est souvent inspiré comme source d'inspiration. Le motif de la fenêtre qui s'ouvre sur un paysage vu à vol d'oiseau est en effet typiquement nordique, et ici Lippi a créé un quai surplombant un canal, agrémenté de bacs à fleurs et surplombé de quelques maisons.
La femme est représentée de profil, richement vêtue à la française et parée de bijoux, avec une haute coiffe caractérisée par un double rabat de tissu écarlate tombant sur les épaules (infulae). Elle se tient devant une fenêtre, où un jeune homme devant elle semble l'observer. Leurs regards sont hautains et posés et ne semblent pas se rencontrer. Derrière la femme, il y a une fenêtre ouverte d'où l'on aperçoit un paysage rural.